# Troglohyphantes bolivarorum
Troglohyphantes bolivarorum là một loài nhện trong họ Linyphiidae.
Loài này thuộc chi Troglohyphantes. Troglohyphantes bolivarorum được miêu tả năm 1939 bởi Machado.